# Universidad Amberton
La Universidad Amberton (Amberton University en inglés) es una universidad privada, sin fines de lucro. Está ubicada en Garland, Texas (Estados Unidos), en el área de Dallas-Fort Worth metroplex. El campus principal se encuentra junto a la Interestatal 635. Amberton es una universidad asociada al movimiento del cristianismo evangélico. La escuela inició su andadura en 1971 en Mesquite (Texas), como una extensión de la Universidad Cristiana de Abilene. El centro se trasladó a Garland en 1974.
En 1981 la escuela recibió la acreditación de las autoridades educativas. En 1982 se hizo efectivamente independiente con el nombre de Universidad Amber, que cambaría por Amberton en 2001. En 2006 abrió una suscursal en Frisco, Texas.
Amberton está orientada a los estudiantes "no tradicionales": mayores de 21 años, trabajadores a tiempo completo, aquellos que buscan una segunda titulación o reorientar su campo de actividad, etc. La universidad no patrocina equipos deportivos ni ofrece muchos de los servicios complementarios típicos de la educación superior en Estados Unidos, tales como los alojamientos. Además, requiere de todos sus estudiantes que sean mayores de 21 años y que ya dominen el idioma inglés antes de matricularse. 
Si bien la escuela se declara explícitamente cristiana, garantiza a sus alumnos completa libertad de culto; no es necesario profesar ningún credo o formulación doctrinal para estudiar o graduarse en ella.
La Universidad Amberton ofrece siete programas de grado y doce de máster totalmente acredicatas por los organismos regionales y nacionales de educación superior en los Estados Unidos. Como nota importante, el programa de negocios MBA ha sido reconocido por geteducated.com como uno de los mejores programas a distancia para negocios, debido a su alta calidad académica y buen precio.